# La Islilla (Paita)
La Islilla es una localidad perteneciente al distrito de Paita con la provincia del mismo nombre en el departamento de Piura. Se encuentra ubicada sobre los 5 metros sobre el nivel del mar y posee una población de 1.500 habitantes. Alrededor de ella se encuentra la isla foca. La Islilla es una caleta de pescadores, la mayoría de ellos artesanales

## Historia
Su nombre deriva de su cercanía a la isla foca ubicada a un kilómetro de esta caleta. Sus primeros pobladores al observar la isla decidieron poner el mismo nombre al pueblo. 
La fecha de creación de esta localidad es desconocida pero se estima que fue hace 200 años. Debido a su ubicación tan cercana al mar, La Islilla dio a su origen siendo una pequeña caleta creada por pescadores artesanales, siendo la pesca el factor económico aún actualmente. La mayoría de los pescadores eran pobres, por lo tanto, no tenían suficientes recursos económicos para crear un puerto sostenible. Sus pobladores eran nobles y al no contar contar con apoyo de las autoridades de aquella época, tuvieron que sobresalir sin la ayuda de ellos. Poco a poco el pueblo se fue desarrollado,  Actualmente cuenta con una vías de acceso a Paita, Yacila y La Tortuga facilitando así el transporte hacia otras localidades.

## Geografía
La Islilla está ubicada sobre los 5 metros sobre el nivel del mar.